# Dezinstalacja
Dezinstalacja programu lub krótko dezinstalacja – proces w założeniu w pełni odwrotny do instalacji. 
Wykonywany jest przez specjalny program komputerowy lub skrypt dezinstalacyjny, usuwający pliki aplikacji uprzednio skopiowane na dysk komputera użytkownika z jednoczesnym przywróceniem ustawień środowiska systemu operacyjnego sprzed instalacji – o ile jest to możliwe. Niekiedy usuwanie plików jest dwuetapowe, gdy są one w trakcie dezinstalacji używane przez inne programy (procesy) – wtedy w trakcie instalacji pliki takie są zaznaczane jako podlegające usunięciu po przeładowaniu systemu operacyjnego. Operacja dezinstalacji może być wykonywana na podstawie dziennika instalacji, o ile program instalacyjny taki dziennik utworzył.
Dezinstalator zwykle jest przeznaczony dla danego programu instalacyjnego i jest tworzony przez niego. Tak funkcjonują programy instalacyjne utworzone za pomocą systemu NSIS.
Forma „deinstalacja”, choć powszechna, spotyka się z krytyką normatywną ze względu na fakt, że przed samogłoskami w języku polskim stosuje się zwykle przedrostek „dez-”, nie zaś „de-”.